# Onthophagus vethi
Onthophagus vethi är en skalbaggsart som beskrevs av Jan Krikken 1977. Onthophagus vethi ingår i släktet Onthophagus och familjen bladhorningar. Inga underarter finns listade i Catalogue of Life.